# All the Hype That Money Can Buy
All the Hype That Money Can Buy è il terzo album in studio del gruppo musicale statunitense Five Iron Frenzy, pubblicato il 25 aprile 2000 dalla Five Minute Walk.

## Tracce
1. What’s Up (Pregap) – 0:05
2. The Greatest Story Ever Told – 3:19 (Reese Roper, Dennis Culp)
3. Me Oh My – 2:16 (Reese Roper, Dennis Culp, Leanor Ortega)
4. Solidarity – 3:31 (Reese Roper, Dennis Culp, Micah Ortega)
5. The Phantom Mullet – 2:59 (Reese Roper, Dennis Culp, Andrew Verdecchio)
6. Ugly Day – 3:36 (Reese Roper, Dennis Culp)
7. Fahrenheit – 3:35 (Reese Roper, Dennis Culp, Micah Ortega)
8. Four-Fifty-One – 3:04 (Reese Roper, Dennis Culp)
9. You Probably Shouldn't Move Here – 2:30 (Reese Roper, Dennis Culp)
10. Hurricanes – 3:47 (Reese Roper, Dennis Culp, Scott Kerr)
11. Giants – 4:13 (Reese Roper, Dennis Culp)
12. I Still Like Larry – 0:31 (Reese Roper, Micah Ortega)
13. All the Hype – 3:04 (Reese Roper, Dennis Culp, Micah Ortega, Andrew Verdecchio)
14. It's Not Unusual – 2:21 (Les Reed, Gordon Mills, Reese Roper)
15. A New Hope – 2:38 (Reese Roper, Dennis Culp)
16. World Without End – 2:45 (Reese Roper, Dennis Culp, Micah Ortega, Sonnie Johnston)

## Classifiche
| Classifica (2000) | Posizione massima |
| ----------------- | ----------------- |
| Stati Uniti       | 146               |